# Musselmalet
Musselmalet (af tysk Muschel; musling) er en type riflet porcelæn, der er underglasurdekoreret med stiliserede blomstermotiver efter inspiration fra kinesisk porcelæn. 
Det musselmalede porcelæn blev introduceret i 1740'erne i Meissen. Det bredte sig til andre producenter af porcelæn og fajance i Europa, blandt andet Den Kgl. Porcelainsfabrik, der har fremstillet det fra fabrikkens grundlæggelse i 1775. Det musselmalede var det første, fabrikken producerede, hvorfor hvert enkelt stykke bærer tallet 1 sammen med bomærket med de tre bølgelinjer (for Øresund, Storebælt og Lillebælt) og malerens initialer. Mønstret er stiliserede chrysanthemum og potentil med småblade. 
Stellet blev i 1880'erne fornyet og udviklet af Arnold Krog med halvblonde- og helblondekanter, der er gennemhullede. Bing & Grøndahl har også produceret musselmalet porcelæn. Selv om mange lande har produceret musselmalet porcelæn, fremstår det i dag som typisk dansk.
Royal Copenhagen lancerede i 2000 stellet Blå Mega Riflet, der er designet af Karen Kjældgård-Larsen. Stellets dekorationer er dele af det originale mønster i forstørret udgave. Det blev i 2000 allerførste gang introduceret til salg på det daværende Kunstindustrimuseet i Bredgade. Designeren Karen Kjældgård Larsen fortalte i 2000 om baggrunden for Mussel Mega: Det Musselmalede er en dekoration, som stort set alle genkender og har et forhold til ...fortrolighed, tryghed, mindelser, nostalgi, romantik osv..... Det eksisterer i dag næsten som et ikon, som har utrolig meget historie og fortælling i sig selv. Ikke desto mindre er det interessant at prøve at forny det musselmalede på en måde, hvorpå designet er tro overfor dekorationens egen fortælling.
I og med at jeg forstørrer mønstret, beholder det sin oprindelige form og overordnede opbygning...men en ny verden åbnes samtidig! Blomster og palmetter bliver stærke figurative elementer i en grafisk komposition. Kilde; Antik skrot på facebook.com